# West Ryder Pauper Lunatic Asylum
West Ryder Pauper Lunatic Asylum – trzeci album studyjny zespołu Kasabian, wydany 5 czerwca 2009 roku.

## Lista utworów
1. „Underdog” – 4:37
2. „Where Did All the Love Go?” – 4:17
3. „Swarfiga” – 2:18
4. „Fast Fuse” – 4:10
5. „Take Aim” – 5:23
6. „Thick As Thieves” – 3:06
7. „West Ryder/Silver Bullet” (feat. Rosario Dawson) – 5:15
8. „Vlad the Impaler” – 4:44
9. „Ladies and Gentlemen (Roll the Dice)” – 3:33
10. „Secret Alphabets” – 5:07
11. „Fire” – 4:40
12. „Happiness” – 5:16

### Bonusowe utwory
1. „Runaway (live)” (dodatkowy utwór w japońskiej wersji) – 4:09
2. „Cunny Grope Lane” (Pre-order w iTunes oraz dodatkowy utwór w japońskiej wersji) – 3:12
3. „Road Kill Café” (dodatkowy utwór w japońskiej wersji) – 2:39